# Muscoy, Kalifornien
Muscoy är en ort (CDP) i San Bernardino County, i delstaten Kalifornien, USA. Enligt United States Census Bureau har orten en folkmängd på 10 644 invånare (2010) och en landarea på 8,1 km².